# Parafia Zmartwychwstania Pańskiego w Brukseli
Parafia Zmartwychwstania Pańskiego – parafia prawosławna w Brukseli, jedna z dwóch (obok parafii św. Hioba) placówek duszpasterskich Rosyjskiego Kościoła Prawosławnego poza granicami Rosji w tym mieście. Równocześnie jedna z dwóch etnicznie rosyjskich parafii tego Kościoła na terytorium Belgii. 